# Alof de Wignacourt
Alof de Wignacourt (1547 - 1622) was een grootmeester van de Maltezer Orde vanaf 1601 tot aan zijn dood. Hij volgde Martín Garzéz op. Wignacourt was afkomstig uit de Franse Langue van de Orde.
Zijn regeerperiode wordt gekenmerkt door de bouw van een aantal vestingwerken aan de kust, hij bouwde ook het aquaduct dat water van de hoogvlakte van Rabat naar Valletta bracht. Tevens was hij de beschermheer van Caravaggio die hij uit Italië naar Malta had gehaald. Hij bleef de schilder steunen, ondanks de vele grillen die de schilder had. Wignacourt werd na zijn dood opgevolgd door Luis Mendez de Vasconcellos.
Zijn sierharnas is een van de schatten van het Paleiselijk Arsenaal in Valletta. Tevens was hij een neef van de latere Grootmeester Adrien de Wignacourt.

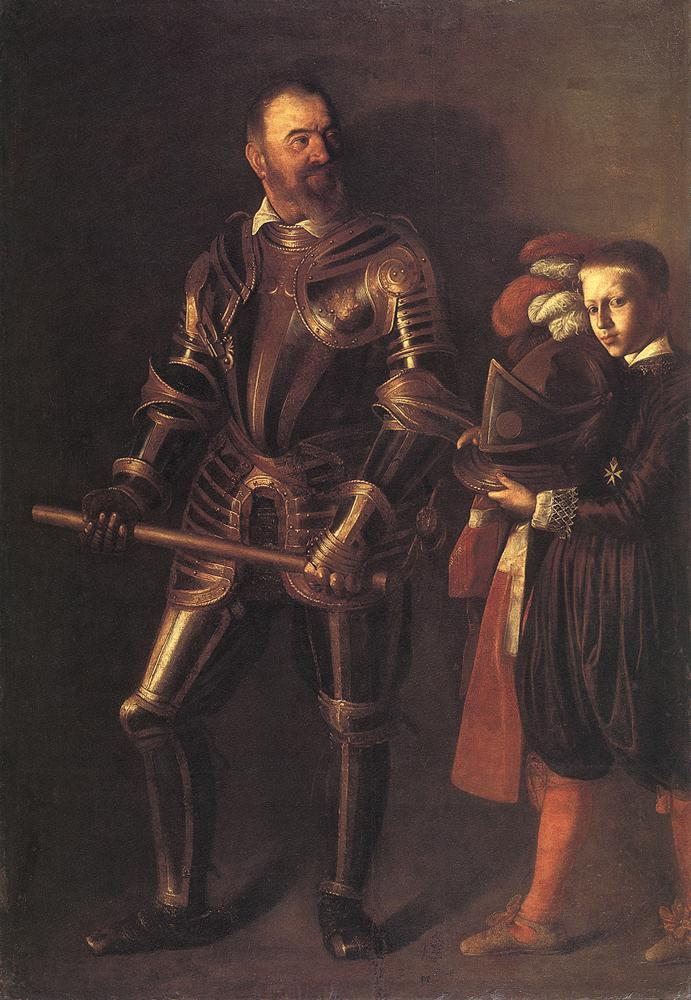
Portret van Wignacourt, Caravaggio Louvre, Parijs